# Маловец
Маловец (рум. Malovăț) — село у повіті Мехедінць в Румунії. Входить до складу комуни Маловец.
Село розташоване на відстані 268 км на захід від Бухареста, 9 км на північний схід від Дробета-Турну-Северина, 95 км на північний захід від Крайови.

## Населення
За даними перепису населення 2002 року у селі проживала 1021 особа, з них 1020 осіб (99,9%) румунів. Усі жителі села рідною мовою назвали румунську.